# Miguel Ángel Bas López
Miguel Ángel Bas López (València 1969), més conegut com a Miguelín, és un pilotari valencià en nòmina de l'empresa ValNet. En les partides d'Escala i corda juga com a feridor.
Va debutar el 1986 al Trinquet de Pelayo (València).

## Palmarés
(com a feridor)
- Campió del Circuit Bancaixa: 2000, 2002, 2003 i 2004
- Campió Individual: 2004, 2005, 2006 i 2007